# 藏本模型
藏本模型（Kuramoto model）是一种用来描述同步的数学模型，由日本物理学家藏本由纪（Kuramoto Yoshiki）首先提出。具体说来，它描述了大量耦合振子的同步行为。这个模型原本是为了描述化学振子、生物振子而构建，后发现具有广泛的应用，例如神经振荡，以及振荡火焰的动力学。惊人的是，一些物理系统的行为也符合这个模型，比如耦合约瑟夫森结的阵列。
这个模型假设，所有振子都是完全相同的或几乎完全相同的，相互之间的耦合很弱、并且任意两个振子之间的相互作用强度取决于它们相位差的正弦。

## 定义
在藏本模型最常见的版本中，每个振子都有一个固有的自然频率{\displaystyle \omega _{i}}，并与所有其它振子以相同的强度耦合。惊人的是，在{\displaystyle N\to \infty }的极限下，通过巧妙的变换并使用平均场方法，这个完全非线性的模型是可以精确求解的。
这个模型最常见的形式由以下方程组给出：
{\displaystyle {\frac {d\theta _{i}}{dt}}=\omega _{i}+{\frac {K}{N}}\sum _{j=1}^{N}{\sin {(\theta _{j}-\theta _{i})}},\quad i=1,\cdots ,N}
系统由{\displaystyle N}个极限环振子组成，{\displaystyle \theta _{i}}是第{\displaystyle i}个振子的相位，{\displaystyle K}是耦合强度。
也可以在系统中加入噪声。这种情况下，方程变为
{\displaystyle {\frac {d\theta _{i}}{dt}}=\omega _{i}+{\frac {K}{N}}\sum _{j=1}^{N}{\sin {(\theta _{j}-\theta _{i})}}+\zeta _{i},\quad i=1,\cdots ,N}
其中{\displaystyle \zeta _{i}}是涨落，并且是时间的函数。如果考虑白噪声的情况，则：
{\displaystyle \langle \zeta _{i}(t)\rangle =0,}
{\displaystyle \langle \zeta _{i}(t)\zeta _{j}(t')\rangle =2D\delta _{ij}\delta (t-t')}
其中{\displaystyle D}代表噪声强度。

## 变换
使得这个模型（至少在{\displaystyle N\to \infty }的极限下）能够精确求解的变换如下所示：
定义“序”参量
{\displaystyle Re^{i\psi }={\frac {1}{N}}\sum _{j=1}^{N}{e^{i\theta _{j}}}}
{\displaystyle R}表征了这群振子的相位相关性，{\displaystyle \psi }是平均相位。方程两边乘以{\displaystyle e^{-{\text{i}}\theta _{i}}}，只考虑虚部得到：
{\displaystyle {\frac {d\theta _{i}}{dt}}=\omega _{i}+KR\sin {(\psi -\theta _{i})}}
因此振子的方程组就不是显式耦合的；相反，序参量支配了系统的行为。通常还会做进一步的变换，变换到一个转动的坐标系，其中所有振子相位的统计平均为零（即{\displaystyle \psi =0}）。最终，方程变为：
{\displaystyle {\frac {d\theta _{i}}{dt}}=\omega _{i}-KR\sin {\theta _{i}}}

## 大N极限
考虑{\displaystyle N\to \infty }的情况。自然频率的分布记为{\displaystyle g(\omega )}（假设已经归一化）。设在时刻{\displaystyle t}，在所有自然频率为{\displaystyle \omega }的振子中，相位为{\displaystyle \theta }的振子所占比例为{\displaystyle \rho (\theta ,\omega ,t)}。归一化要求
{\displaystyle \int _{0}^{2\pi }{\rho (\theta ,\omega ,t)d\theta }=1}
振子密度的连续性方程为
{\displaystyle {\frac {\partial \rho }{\partial t}}+{\frac {\partial (\rho v)}{\partial \theta }}=0}
其中{\displaystyle v=\omega +KR\sin {(\psi -\theta )}}是振子的漂移速度。
最终，在连续统极限下重新写出序参量。{\displaystyle \theta _{i}}应该用系综平均来代替，求和替换为积分，得到
{\displaystyle Re^{i\psi }=\int _{0}^{2\pi }{\int _{-\infty }^{\infty }{\rho (\theta ,\omega ,t)g(\omega )e^{i\theta }d\omega }d\theta }}

## 解
所有振子随机漂移的不相关态对应均匀分布解{\displaystyle \rho ={\frac {1}{2\pi }}}。这种情况{\displaystyle R=0}，振子之间没有关联。系统整体处于统计稳定态，尽管每个振子单独来看都在以自然频率不停运动。
当耦合足够强时，可能会出现完全同步的解。在完全同步态中，所有振子以相同频率运动，但相位可以不同。
部分同步是只有一些振子同步，而另一些振子自由漂移的状态。从数学上来说，对锁相的振子
{\displaystyle \rho =\delta \left(\theta -\psi -\arcsin {\frac {\omega }{KR}}\right)}
对漂移的振子，
{\displaystyle \rho \propto {\frac {1}{\omega -KR\sin {(\theta -\psi )}}}}

## 与哈密顿系统的联系
耗散的藏本模型包含在某些保守的哈密顿系统中，哈密顿量具有形式：
{\displaystyle {\mathcal {H}}=\sum _{i=1}^{N}{{\frac {1}{2}}\omega _{i}(q_{i}^{2}+p_{i}^{2})}+{\frac {K}{4N}}\sum _{i,j=1}^{N}{(q_{i}p_{j}-q_{j}p_{i})(q_{j}^{2}+p_{j}^{2}-q_{i}^{2}-p_{i}^{2})}}
用正则变换变成作用量-角度的形式，作用量为{\displaystyle I_{i}={\frac {1}{2}}(q_{i}^{2}+p_{i}^{2})}，角度（相位）{\displaystyle \theta _{i}=\arctan {\frac {q_{i}}{p_{i}}}}，在作用量{\displaystyle I_{i}\equiv I}为常数的不变流形上就是藏本动力学。变换后的哈密顿量
{\displaystyle {\mathcal {H}}=\sum _{i=1}^{N}{\omega _{i}I_{i}}-{\frac {K}{N}}\sum _{i=1}^{N}{\sum _{j=1}^{N}{{\sqrt {I_{j}I_{i}}}(I_{j}-I_{i})\sin {(\theta _{j}-\theta _{i})}}}}
哈密顿运动方程为
{\displaystyle {\frac {dI_{i}}{dt}}=-{\frac {\partial {\mathcal {H}}}{\partial \theta _{i}}}=-{\frac {2K}{N}}\sum _{j=1}^{N}{{\sqrt {I_{j}I_{i}}}(I_{j}-I_{i})\cos {(\theta _{j}-\theta _{i})}}}
{\displaystyle {\frac {d\theta _{i}}{dt}}={\frac {\partial {\mathcal {H}}}{\partial I_{i}}}=\omega _{i}+{\frac {K}{N}}\sum _{j=1}^{N}{{\sqrt {I_{j}/I_{i}}}(I_{i}+I_{j})\sin {(\theta _{j}-\theta _{i})}}}
因为{\displaystyle {\frac {dI_{i}}{dt}}=0}，所以{\displaystyle I_{i}=I}确定的流形是不变的，并且相位动力学{\displaystyle {\frac {d\theta _{i}}{dt}}}就是藏本模型的动力学。这类哈密顿系统描述了某些量子-经典系统，包括玻色-爱因斯坦凝聚。

## 模型的变体
模型有两种类型的变体，一种改变模型的拓扑结构，另一种改变耦合函数的形式。

### 改变拓扑
除了具有全连拓扑的原始模型，足够稠密的复杂网络拓扑也可以用同样的平均场处理。而对于局域的行为，例如链形或环形网络上的情况，不能再使用经典的平均场方法，所以只能具体问题具体分析，尽可能利用对称性获取解的信息。

### 改变相位的相互作用
藏本把两个振子之间的相位相互作用用第1个傅里叶分量来近似，即{\displaystyle \Gamma (\phi )=\sin \phi }，其中{\displaystyle \phi =\theta _{j}-\theta _{i}}。通过把高阶傅里叶分量包括进来，可以得到更好的近似
{\displaystyle \Gamma (\phi )=\sin \phi +a_{1}\sin {(2\phi +b_{1})}+\cdots +a_{n}\sin {(2n\phi +b_{n})}}
例如，对于弱耦合Hodgkin-Huxley神经元的网络，其同步行为可以用一些振子来表示，这些振子的相互作用函数保留前四阶傅里叶分量。高阶项的引入也能带来有趣的同步现象，例如异宿环、部分同步态、以及奇美拉态。